# Rectiplanes
Rectiplanes é um gênero de gastrópodes pertencente a família Turridae.

## Espécies
- Rectiplanes delicatus (Okutani & Iwahori, 1992)